# Ribaucourt (métro de Bruxelles)
Pour les articles homonymes, voir Ribaucourt.
Ribaucourt est une station des lignes 2 et 6 du métro de Bruxelles située à Bruxelles, sur la commune de Molenbeek-Saint-Jean.

## Situation
La station de métro, qui tient son nom du quartier qu'elle dessert, est située sous le Boulevard Léopold II.
Elle est située entre les stations Yser et Élisabeth sur les lignes 2 et 6.

## Histoire
Mise en service le 2 octobre 1988.

## Service aux voyageurs

### Accès
La station compte deux accès :
- Accès no 1 : situé à l'ouest de la station (accompagné d'un escalator) ;
- Accès no 2 : situé à l'est de la station (accompagné d'un escalator).

### Quais
La station est de conception classique avec deux voies encadrées par deux quais latéraux.

### Intermodalité
La station est desservie par la ligne 51 du tramway de Bruxelles, par les lignes 20 et 86 des autobus de Bruxelles, par les lignes R14, R15, R29, R30, R31, R40, R41, R45, R50, R60, X60 et 620 (ligne de nuit) du réseau De Lijn.

## À proximité
Les locaux du Ministère de la Communauté française de Belgique, antenne décentralisée d'Actiris et de la Maison de l'emploi de Molenbeek-Saint-Jean.